# Stångådalsbanan
Stångådalsbanan er en jernbanestrækning i det sydøstlige Sverige, der forbinder Linköping i Östergötland og Kalmar i Småland. Den uelektrificerede bane, hvis navn stammer fra at den følger Stångåns løb på en stor del af strækningen, er 235 km lang og har normalsporvidde. 
Trafikken består i dag af dieseldrevne persontog af den type som i Danmark hedder IC3, men som i Sverige benævnes Y2 og markedsføres som Kustpilen (Kystpilen). Dele af banen trafikeres også af godstog. Stångådalsbanan har ikke altid været én jernbane, men har oprindelse i tre forskellige baner, hvoraf én oprindelig var smalsporet (891 mm). Den yngste af banedelene, Östra centralbanan fra Linköping til Vimmerby, blev færdig i 1902.
Persontrafikken på banen drives i dag (2008) af SJ. Mellem Linköpings og Kalmars centralstationer standser togene i Tannefors (ikke alle tog), Rimforsa, Kisa, Astrid Lindgrens värld (kun om sommeren), Vimmerby, Hultsfred, Berga, Högsby og Blomstermåla. I Linköping, Hultsfred, Berga og Kalmar er der forbindelse til andre jernbanelinier.

## Eksterne links
- Officiel hjemmeside

| Jernbane | Spire Denne jernbaneartikel er en spire som bør udbygges. Du er velkommen til at hjælpe Wikipedia ved at udvide den. |